# Bohdanivka, Ovruci
Bohdanivka (în ucraineană Богданівка) este un sat în comuna Velîka Cernihivka din raionul Ovruci, regiunea Jîtomîr, Ucraina.

## Demografie
Componența lingvistică a localității Bohdanivka
     Ucraineană (96,35%)
     Rusă (2,92%)
     Alte limbi (0,73%)
Conform recensământului din 2001, majoritatea populației localității Bohdanivka era vorbitoare de ucraineană (96,35%), existând în minoritate și vorbitori de rusă (2,92%).